# Pellornis mikkelseni
Pellornis mikkelseni — вид викопних журавлеподібних птахів вимерлої родини Messelornithidae, що існував у ранньому еоцені в Європі. Викопні рештки знайдені у Данії. Описаний з часткового скелета з відбитками пір'я.

## Оригінальна публікація
- S. Bertelli, L. M. Chiappe, and G. Mayr. 2011. A new Messel rail from the Early Eocene Fur Formation of Denmark (Aves, Messelornithidae). Journal of Systematic Palaeontology 9(4):551-562